# Шилла
Шилла (італ. Scilla, сиц. U Scigghiu) — муніципалітет в Італії, у регіоні Калабрія,  метрополійне місто Реджо-Калабрія‎.
Шилла розташована на відстані близько 490 км на південний схід від Рима, 110 км на південний захід від Катандзаро, 17 км на північ від Реджо-Калабрії.
Населення — 5012 осіб (2014).
Щорічний фестиваль відбувається 16 серпня. Покровитель — святий Рох.
Місто розташоване навпроти Мессинської протоки і складається з двох частин: центру міста, де розташовані міські офіси і резиденція святого покровителя, і пристані для яхт. 
Береговий район Шилли, Чіаналея, входить до списку асоціацій невеликих італійських містечок, що становлять історичний інтерес.

## Історія
Кажуть, що тиренські пірати першими заселили цю прибережну територію в 493 р. до н. е., але інші джерела стверджують, що вона була заселена ще за часів Троянських воєн у 12 столітті до н. е.
Місто Шилла має давнє походження, яке пов'язане головним чином з періодом руйнування Трої та посилається на міфи та легенди Гомера та Данте Аліг'єрі. Назва міста походить від міфологічної фігури Скілли, молодої німфи, яка відмовилася від кохання Главка. Таким чином він підійшов до чарівниці Цирцеї, яка була закохана в нього, і попросив її допомогти йому завоювати серце Скілли. Ображена чаклунка отруїла море, де колись купалася німфа, перетворивши її на жахливих шість монстрів із собачою головою, які знищували кожен корабель, що перетинав Мессінську протоку.
Містечко сильно постраждало від землетрусів в Калабрії 1783 року та землетрусу в Мессіні 1908 року.

## Демографія
Населення за роками:

Станом на 1 січня 2023 року в муніципалітеті офіційно проживали 142 іноземці з 27 країн, серед них 62 громадяни країн Євросоюзу та 11 громадян України.

## Сусідні муніципалітети
- Баньяра-Калабра
- Фьюмара
- Роккафорте-дель-Греко
- Сан-Роберто
- Сант'Еуфемія-д'Аспромонте
- Санто-Стефано-ін-Аспромонте
- Сінополі
- Вілла-Сан-Джованні